# جگوار مارک هشت
جگوار مارک هشت (Jaguar Mark VIII) خودرویی است که در سال‌های ۱۹۵۶ تا ۱۹۵۸ تولید شده‌است. وزن آن در حالت طبیعی ۳٬۷۵۲ پوند (۱٬۷۰۲ کیلوگرم) است.

## موتور و انتقال قدرت
مارک هشت موتور ۳٬۴۴۲ سی‌سی ۶ سیلندر خطی خود را از نسل پیشین به ارث برده بود. این موتور در جگوار ایکس‌کی۱۴۰ که ۲ سال زودتر از مارک ۸ تولید شد نیز استفاده شده‌بود. در مارک هشت، سرسیلندر بهبودیافته‌ای که با نام «تایپ بی» شناخته می‌شد،استفاده شده‌بود.
سرسیلندر جدید به‌وسیلهٔٔ یک کاربراتور دوقلوی اس‌یو تجهیز شد تا قدرت آن به ۱۹۰ اسب بخار ترمز (۱۴۱٫۷ کیلووات) برسد.
جعبه دندهٔ استاندارد در مارک هشت یک مدل ۴ سرعته دستی بود و بیشینه سرعت آن به ۱۰۶ مایل بر ساعت (۱۷۰٫۶ کیلومتر بر ساعت) می‌رسید.
گزینه‌های قابل انتخاب برای جعبه دندهٔ این خودرو شامل یک نمونهٔ تقویت‌شده و یک نمونهٔ ۳ سرعته اتوماتیک ساخت بورگ‌وارنر می‌شد.

## تولید
جگوار مارک هشت پس از ۲ سال و تولید ۶٬۲۲۷ دستگاه، با جگوار مارک نه جایگزین شد.